# Поново заљубљени (ТВ серија)
Не поистовећивати са чланком Поново заљубљени (теленовела).
Поново заљубљени (тур. Aşk yeniden) турска је телевизијска серија, снимана 2015. и 2016.
У Србији је 2017. приказивана на телевизији Пинк и Пинк 2.

## Синопсис
Зејнеп је млада девојка која живи срећно са својим оцем Шевкетом и тетком Јадигар. Кад се заљуби по први пут, одлучује да следи своје срце, не размишљајући о последицама. Напушта породицу и креће у Америку са Ертаном, не обавештавајући притом о томе своје најближе. У почетку све иде као по лоју, али ствари крећу по злу кад сазна да је трудна. Ертан не жели да буде отац и оставља је саму. Она ипак одбија да абортира и одлучује да се суочи са свим недаћама које јој је судбина спремила као самохраној мајци. Међутим, кад њено чедо стигне на свет, Зејнеп схвата да је веома тешко одгајати бебу и истовремено радити. Не преостаје јој ништа друго него да спакује кофере и врати се у Турску.
С друге стране, Фатих је младић који потиче из угледне турске породице. Веома је несрећан, јер сматра да живот који води ограничава његову слободу. Спрема венчање с девојком Ирем коју не воли, само зато што његова породица жели да га види пред матичарем. Одлучује да отпутује у Америку на постдипломске студије не би ли повратио своју слободу. Оставља стари живот за собом и почиње да живи пуним плућима далеко од веренице и породице која се трудила да га стави под контролу. Управо у Америци Фатих упознаје своју прву истинску љубав и жели да крунише ту везу браком — не размишљајући о последицама. Међутим, девојци не пада на памет да се везује и оставља га. Не преостаје му ништа друго него да спакује кофере и врати се у Труску.
Путеви Зејнеп и Фатиха укрстиће се на лету за Истанбул. Тада пада невероватан договор — Фатих жели да се Зејнеп претвара да је његова жена, јер не жели да се ожени Ирем. Зејнеп, с друге стране, тражи од Фатиха да глуми оца њеног детета, јер није сигурна како би породици објаснила шта јој се десило у Америци.
Фатихова мајка Мукадес не подржава њихов брак и покушава да их растави али не успева јер је њихова љубав права, а они то још нису схватили.
Пролазили су кроз разне раскиде, разводе, преваре, болне истине, лажи и преваре али остали су заједно јер су заљубљени-поново заљубљени.

## Сезоне
| Сезона | Сезона | Број епизода (н) / (и)          | Приказивање у Турској                 | Приказивање у Србији                                                                    |
| ------ | ------ | ------------------------------- | ------------------------------------- | --------------------------------------------------------------------------------------- |
|        | 1      | 19 / 47 (1 — 19) / (1 — 47)     | 10. фебруар 2015 — 16. јун 2015. ()   | 29. март 2017 — 8. јун 2017. (Пинк)                                                     |
|        | 2      | 40 / 123 (20 — 59) / (48 — 170) | 15. септембар 2015 — 14. јун 2016. () | 8. јун 2017 — 6. септембар 2017. (Пинк) 7. септембар 2017 — 19. децембар 2017. (Пинк 2) |

## Улоге
| Глумац:              | Улога:                    |
| -------------------- | ------------------------- |
| Озге Озпиринчџи      | Зејнеп Ташкин Шекерџизаде |
| Бугра Гулсој         | Фатих Шекерџизаде         |
| Танер Левент         | Шевкет Ташкин             |
| Лале Башар           | Мукадес Шекерџизаде       |
| Орхан Алкаја         | Фехми Шекерџизаде         |
| Назли Тосуноглу      | Јадигар Гунај             |
| Тулин Орал           | Гулсум Шекерџизаде        |
| Нилај Дениз          | Селин Шекерџизаде Гунај   |
| Џан Сипахи           | Орхан Гунај               |
| Сема Кечик           | Мерјем Ташкин             |
| Тунџа Ајдоган        | Вахит                     |
| Јигит-Јагиз Сајин    | Селим Шекерџизаде         |
| Есин Гундогду        | Ајфер Сервермез           |
| Тефик Инџеоглу       | Камил                     |
| Мерт Онер            | Џеват                     |
| Мерт Оџал            | Ертан                     |
| Јакуп Јавру          | Етхем                     |
| Емре Еркан           | Мете                      |
| Мазар Алиџан Угур    | Софар Мустафа             |
| Мирај Аковалигил     | Шазимент Сервермез        |
| Назлихан Башак Илхан | Дилбер Сонсес             |
| Мурат Коџаџик        | Дарбели Хајдар            |
| Туна Арман           | Мукадер                   |
| Гунај Севинч         | Гунај                     |
| Дидем Сојдан         | Ирем Шенџан               |
| Фатма Каранфил       | Хаџер                     |